# Eremosuchus
Eremosuchus is een geslacht van uitgestorven sebecosuchide Mesoeucrocodylia. Er zijn fossielen gevonden in El Kohol, Algerije uit het Eoceen. Het had gekartelde ziphodonte tanden.
De typesoort Eremosuchus elkoholicus werd in 1994 benoemd door Eric Buffetaut. De geslachtsnaam betekent 'woestenijkrokodil' in het Grieks. De soortaanduiding verwijst naar de vindplaats El Kohol en de El Kohol-formatie.
Het holotype is KB-301, een rechterdentarium. Verschillende specimina zijn aan de soort toegewezen waaronder wervels, tanden, een linkeronderkaak en een kuitbeen. De onderkaken zijn hoog en in het midden ingesnoerd.
Het geslacht werd oorspronkelijk verwezen naar de familie Trematochampsidae in 1989. Een nauwe verwantschap met de baurusuchiden werd ook overwogen. Het werd echter slechts voorlopig aan deze familie toegewezen op basis van enkele kenmerken van het schedelskelet. Sommige kenmerken, zoals een brede concave symphysis en zijdelings samengedrukte tanden, zijn niet beperkt tot de trematochampsiden en komen voor bij sommige sebecosuchiërs als Baurusuchus en Sebecus. Andere kenmerken, zoals het surangulare deel van het kaakgewricht, zijn ook te vinden bij veel basale Mesoeucrocodylia. Een latere fylogenetische analyse plaatste Eremosuchus binnen de onderorde Sebecosuchia. Het wordt nu beschouwd als een van de vele vermoedelijk toegewezen sebecosuchiërs die niet vast in een enkele familie kunnen worden geplaatst. Het wordt beschouwd als de naaste verwant van het geslacht Pehuenchesuchus.